# 희림종합건축사사무소
희림건축(희림종합건축사사무소)은 대한민국의 종합건축설계기업이다. 1970년 1월 10일에 설립하였다. 건축 디자인, 사업기획, 도시설계 및 단지계획, 인테리어디자인, 조경디자인, 리모델링, 친환경설계, 경관조명디자인, PCP, 건설사업관리(CM), 공사감리(CS), 공항 설계 및 CM 등을 사업 분야로 하고 있다.

## 연혁
- 1970년 희림건축설계사무소설립[1]
- 1989년 희림종합건축사사무소로 법인전환
- 1997년 ISO 9001 인증 취득(업계최초), 사옥이전
- 2000년 KOSDAQ 등록[2](동종업계 최초), 해외건설업 제 2000-6호
- 2004년 ISO 14001 인증 취득
- 2012년 1천만불 수출의 탑 수상
- 2013년 World Class 300 프로젝트 기업 선정
- 2014년 대한민국 지식대상 대통령표창 수상
- 2015년 본사 상일동이전
- 2017년 해외신성장 경영인상 수상(글로벌경영부문)
- 2020년 창립 50주년
- 2021년 2천만불 수출의 탑 수상
- 2022년 메타갤러리 라루나 설립
- 2023년 CM능력평가 1위
- 2024년 World Architecture100 Ranking Top 6 선정

## 주요작

### 국내
| - 부산항만공사 사옥 증축 - 가덕도신공항 여객터미널 - 압구정3구역재건축정비사업 - HD현대글로벌R&D센터 - 인천국제공항 여객터미널 - 2014 인천아시안게임 주경기장 - 세종충남대학교병원 - 포시즌스 호텔 서울 - 판교 알파돔시티 6-1, 6-2BL 복합시설 - 송도 현대 프리미엄 아울렛 | - 여의도 포스트타워 - 송도 아트윈 푸르지오 - 힐스테이트 송도 더스카이 - 은평뉴타운현대 I'PARK - 수원 I’PARK City - KOTITI 시험연구원 과천신사옥 - 한국전력기술신사옥 - 동북아무역타워 - 해운대비치 골프앤리조트 - 상암MBC신사옥 외 다수 |  |

### 해외
| - 아제르바이잔 바쿠올림픽스타디움 - 아제르바이잔 호텔 크레센트 - 아제르바이잔 SOCAR사옥 - 주몽골한국대사관 - 베트남 108국방부중앙병원 - 주베트남 대한민국 대사관 청사 및 관저 - 베트남 경남 하노이랜드마크타워72 - 베트남 EVN청사 - 베트남 롱탄국제공항 여객터미널 - 베트남 하노이 신라 모노그램 복합개발 | - 베트남 람동성 관광주거단지 마스터플랜 - 중국 남경강녕지구 시민센터 - 중국 상위 완다 프라자 - 중국 서안 자미이상전원도시 - 이르쿠츠크 바이칼 스마트 시티 - 적도기니 몽고메엔 국제공항 - 적도기니 바타 국제공항 여객터미널 - 카타르 알투마마 FIFA월드컵 경기장 - 우즈베키스탄 타슈겐트 후모 아레나 - 잔지바르 국제무역박람회장 외 다수 |

## 주요수상
- 2013 월드클래스300선정기업[6]
- 제19회 대한민국 생태환경건축대상, 최우수상
- 2024 대한민국 국토대전, 대통령상
- International Architecture Awards 2024, Honorable Mention
- MIPIM Asia Awards(Futura Projects Category, 2011)
- Winners, The International Architecture Awards(2022)